# أسفل وادي حالمين (حالمين)

تعديل مصدري - تعديل

أسفل وادي حالمين هي إحدى قرى عزلة حبيل الريدة بمديرية حالمين التابعة لمحافظة لحج، بلغ تعداد سكانها 268 نسمة حسب تعداد اليمن لعام 2004.